# Mulherio
Mulherio fue una revista alternativa feminista brasileña, publicada entre 1981 y 1989, en el contexto de la apertura política que siguió a la dictadura militar. Fue creada por investigadores de la Fundación Carlos Chagas (FCC) como un boletín de intercambio entre grupos de investigación sobre la mujer. Sus creadoras fueron la investigadora Fulvia Rosemberg y la periodista Adélia Borges. Se interesó por temas relacionados con los derechos de las mujeres en Brasil, pero también por la salud, el trabajo y la cultura en general, desde una perspectiva feminista.

## Etapas
La primera fase del periódico, de marzo de 1981 a septiembre de 1983, duró 16 ediciones (núms. 0 a 15). En la segunda fase, de 1984 a 1988 (nº 16 a 39), el periódico, en esta segunda etapa dirigido por Inês Castilho, salió del ámbito de la FCC para se editado por diferencias editoriales. En la tercera fase, el periódico cambió de nombre, pasando a denominarse Nexo, Feminismo e Cultura . Esta fase consistirá solo en los dos últimos números.

## Colaboradoras
- Carmen Barroso
- Carmen da Silva
- Ciça
- Maria Carneiro da Cunha
- Heloísa Buarque de Hollanda
- Ruth Cardoso
- Lélia Gonzalez
- María Rita Kehl
- Heleieth Saffioti
- Maria Lúcia Mott